# Abemama

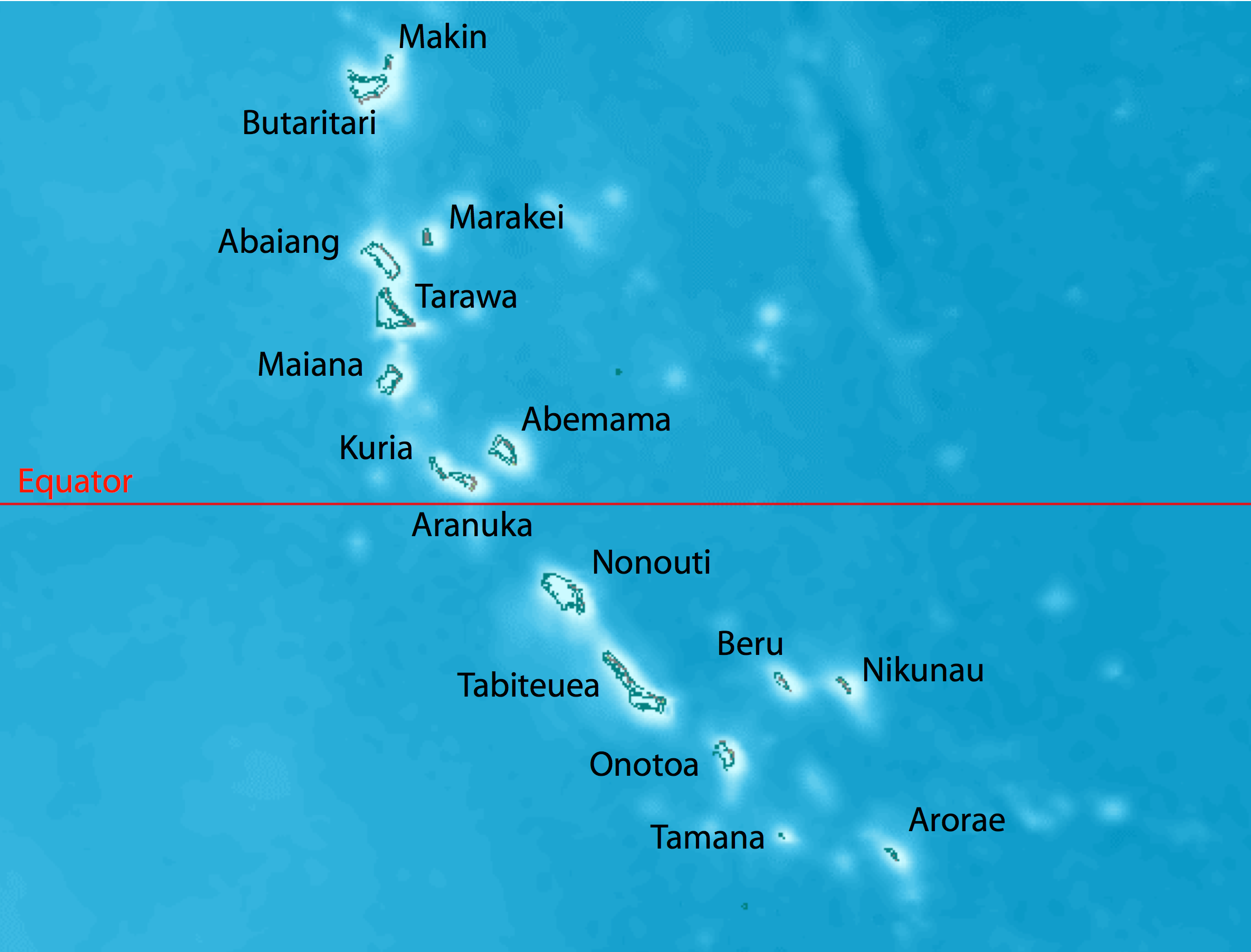
Abemama gehört zu den zentralen Gilbertinseln, nördlich des Äquators

Abemama (auch unter den Namen Apemama, Abamama, Apamama, Dundas, Hopper Island, Roger Simpson Island oder Simpson Island bekannt) ist ein Atoll im Zentrum des Archipels der Gilbertinseln, die politisch zum Staat Kiribati gehören. Das Atoll liegt rund 125 km südöstlich des Hauptstadt-Atolls Tarawa knapp nördlich des Äquators.
Das Dorf Kariatebike dient als Regierungszentrum des Atolls mit Verwaltungsgebäuden, einer Polizeistation und einem Krankenhaus.

## Geographie
Die Landfläche des Atolls beträgt 27,37 km². Es hat laut Volkszählung von 2020 eine Bevölkerung von 3255 Einwohnern in 14 Siedlungen. Die Inseln des Atolls umschließen eine tiefe, 152,49 km² große Lagune.
Die Inseln im östlichen Teil des Atolls sind mit Dämmen und Brücken untereinander verbunden, so dass man mit dem Auto von einer Insel auf die nächste gelangen kann. Die etwas abseits gelegenen Inseln Abatiku und Bike, in neuerer Schreibung auch „Biike“, liegen an der westlichen Seite des Atolls.

### Inseln und Inselabschnitte
| Insel(abschnitt)     | Fläche m²  | Dörfer                                                                       |
| -------------------- | ---------- | ---------------------------------------------------------------------------- |
| Teriki-Kariatebike   | 15.483.744 | Tabiang, Tekatirirake, Tanimainiku, Kauma, Baretoa, Tabontebike, Kariatebike |
| Temarama-Tabonaekana | 4.764.570  | Bangotantekabalau, Tebanga                                                   |
| Manoku-Kabangaki     | 4.603.182  | Manoku, Kabangaki                                                            |
| Kenna                | 790.159    | -                                                                            |
| Bike                 | 351.732    | Bike                                                                         |
| Abatiku              | 2.945.429  | Abatiku                                                                      |
| Gesamt               | 28.938.816 | 13 bewohnte Dörfer                                                           |

## Bevölkerung

### Bevölkerungsstatistik
| Zensus                          | 1978 | 2005 | 2010   | 2015   | 2020   |
| ------------------------------- | ---- | ---- | ------ | ------ | ------ |
| Abatiku                         | 191  | 191  | 150 ▼  | 154 ▲  | 160 ▲  |
| Tabiang                         | 520  | 591  | 487 ▼  | 551 ▲  | 609 ▲  |
| Tekatirirake                    | 333  | 224  | 182 ▼  | 154 ▼  | 150 ▼  |
| Tanimainiku                     | –    | 262  | 250 ▼  | 136 ▼  | 133 ▼  |
| Kauma                           | 20   | 172  | 74 ▼   | 129 ▲  | 60 ▼   |
| Karekentekabaia                 | 74   | –    | –      | –      | 173 ▲  |
| Baretoa                         | 194  | 310  | 387 ▲  | 270 ▼  | 195 ▼  |
| Tabontebike                     | 99   | 305  | 380 ▲  | 244 ▼  | 37 ▼   |
| Binoinano                       | 231  | –    | –      | –      | –      |
| Kariatebike                     | –    | 140  | 505 ▲  | 255 ▼  | 383 ▲  |
| Bangotantekabaia                | –    | 336  | 79 ▼   | 479 ▲  | 525 ▲  |
| Tebanga                         | 376  | 246  | 62 ▼   | 252 ▲  | 214 ▼  |
| Manoku                          | 158  | 247  | 170 ▼  | 220 ▲  | 167 ▼  |
| Kabangaki                       | –    | 363  | 474 ▲  | 412 ▼  | 443 ▲  |
| Bike/Biike (1978 mit Kabangaki) | 215  | 17   | 13 ▼   | 6 ▼    | 6 ▬    |
| Gesamt                          | 2411 | 3404 | 3213 ▼ | 3262 ▲ | 3255 ▼ |

### Bevölkerungsentwicklung
|        | 1931 | 1947 | 1963 | 1968 | 1973 | 1978 | 1985 | 1990 | 1995 | 2000 | 2005 | 2010 | 2015 | 2020 |
| ------ | ---- | ---- | ---- | ---- | ---- | ---- | ---- | ---- | ---- | ---- | ---- | ---- | ---- | ---- |
| Gesamt | 893  | 1174 | 2060 | 2126 | 2300 | 2411 | 2966 | 3218 | 3442 | 3142 | 3404 | 3213 | 3262 | 3255 |

## Geschichte
Bekannt wurde Abemama durch die Erklärung zum britischen Protektorat durch Kapitän Davis vom Schiff Royalist am 27. Mai 1892. Im Jahr 1889 wohnte Robert Louis Stevenson hier. Nahe dem Ort Tabontebike ist das Grab des Tyrannenherrschers Tem Binoka (auch in der Schreibung Tembinok'), der durch Stevensons Novelle In the South Seas berühmt wurde.
Während des Zweiten Weltkrieges stand Abemama unter japanischer Besatzung und wurde 1943 im Pazifikkrieg von den Amerikanern befreit.
Nach dem Zweiten Weltkrieg stand Abemama neben Tarawa als neuer Verwaltungssitz der Kolonie zur Entscheidung, wegen der besseren Hafenbedingungen fiel die Wahl jedoch auf South Tarawa.

## Neuzeit
Lokale Verwaltungsbehörde ist der Inselrat (Island Council).
Abemama entsendet zwei Parlamentsmitglieder in das Parlament Maneaba ni Maungatabu in South Tarawa: neben dem Politiker Tiarite Tioti Kwong werden die sich „I-Abemama“ nennenden Atollbewohner auch durch Willie Tokataake, vertreten.

## Verkehr
Im Norden der Insel, nahe dem Ort Tabiang, liegt der Flugplatz Abemama. Die staatliche Air Kiribati fliegt Abemama vom Bonriki International Airport in South Tarawa an.